# 세컨드 액트
《세컨드 액트》(영어: Second Act)는 미국에서 제작된 피터 시걸 감독의 2018년 로맨틱 코미디 영화이다. 제니퍼 로페즈, 버네사 허전스, 리아 레미니, 트리트 윌리엄스, 마일로 벤티밀리아 등이 출연하였고, 일레인 골드스미스토머스 등이 제작에 참여하였다.
이 영화는 비평가들로부터 혼재된 평을 얻었으며, 로페즈의 연기력은 좋은 평을 받았으나 서사와 각본 부분에서 비판을 받았다. 전 세계 수익은 7,200만 달러 이상이다.

## 줄거리
15년간 근무한 상점의 부점장 마이아는 본인만의 방식으로 지점의 판매량, 고객 관계, 사내 문화를 탁월하게 개선해왔다. 그러나 회사는 GED만 딴 마이아 대신 경영학 석사 아서를 승진시킨다.  
한편 컴퓨터 프로그래머인 대자는 생일 선물로 마이아가 일종의 신데렐라가 된 기분을 맛보게 해주기 위해 마이아의 온라인 정보를 전부 정교하게 수정해 하버드 대학교 학위가 있는 것처럼 꾸민다. 이를 진짜로 착각한 대형 화장품 회사는 상점을 그만 둔 마이아를 고용한다. 곧 마이아는 화장품 회사 CEO의 딸 조이가 자신이 10대 시절 낳고 포기했던 친딸이라는 사실을 알게 된다.  

## 출연
- 제니퍼 로페즈 - 마이아 더빌라 역
- 버네사 허전스 - 조이 클라크 역
- 리아 레미니 - 조앤 역
- 트리트 윌리엄스 - 앤더슨 클라크 역
- 마일로 벤티밀리아 - 트레이 역
- 애널리 애슈퍼드 - 힐디 오스트랜더 역
- 샬린 이 - 아리아나 잉 역
- 프레디 스트로마 - 론 엡슨 역
- 데이브 폴리 - 필릭스 허먼 역
- 래리 밀러 - 와이스코프 역
- 댄 부커틴스키 - 아서 코일 역
- 마이클 보트먼 - 에드워드 테일러 역
- 엘런 클레그혼 - 셔니콰 역

## 기타 제작진
- 배역: 로저 머슨든
- 미술: 리처드 후버
- 의상: 몰리 로저스